# Ralstonia
Ralstonia ist eine Gattung von Bakterien. Einige Arten können als Krankheitserreger auftreten. Sie ist nach der amerikanischen Bakteriologin Ericka Ralston (geb. 1944 als Ericka Barrett in Saratoga, gest. 2015 in Sebastopol, beides Kalifornien) benannt.

## Forschungsgeschichte
Während ihres Studiums in den 1970er an der University of California in Berkeley identifizierte Ericka Ralston 20 Pseudomonas-Stämme, die eine phänotypisch homologe Gruppe bildeten, und nannte sie Pseudomonas pickettii, nach M. J. Pickett von der Abteilung für Bakteriologie an der University of California in Los Angeles, von dem sie die Stämme erhalten hatte.
Später wurde Pseudomonas pickettii zusammen mit mehreren anderen Arten aus der Gattung Pseudomonas in die neue Gattung Ralstonia überführt.
Sie setzte ihre Forschungen zur bakteriellen Pathogenese unter dem Namen Ericka Barrett fort und war von 1977 bis zu ihrer Pensionierung 1996 als Professorin für Mikrobiologie an der University of California in Davis tätig.
Im Jahr 2004 wurde wiederum eine Reihe von Spezies aus der Gattung Ralstonia ausgegliedert und innerhalb der Familie Burkholderiaceae in die Gattungen Cupriavidus (bzw. Wautersia) übergeführt.
Auch bei der (mit Stand 3. März 2022 noch nicht gültig beschriebenen) Spezies „R. detusculanense“ könnte es sich um ein Synonym von Cupriavidus metallidurans (vor 2004 als R. metallidurans geführt) handeln.

## Vorkommen
Ralstonia-Arten wurden in der Milch von Wasserrehen (Hydropotes inermis), Rentieren (Rangifer tarandus) und Ziegen (Capra aegagrus) nachgewiesen.
Ralstonia pickettii, R. insidiosa und R. mannitolilytica wurden in vielen verschiedenen Umgebungen gefunden, insbesondere im klinischen Bereich, wo sie als Krankheitserreger auftreten können.
Ralstonia-Arten wurden auch als häufige Verunreinigung von DNA-Extraktionskits oder PCR-Reagenzien identifiziert, was dazu führen kann, dass sie fälschlicherweise in Mikrobiota- oder Metagenom-Datensätzen  erscheinen. Ralstonia-Spezies gehören zu den häufigsten Erreger von Infektionen während eines Krankenhausaufenthaltes (nosokomialer Infektionen) bei immungeschwächten Patienten.
Bei Patienten, die mechanisch beatmet werden, ist die Wahrscheinlichkeit einer Infektion zwölfmal höher als bei Patienten, die nicht mechanisch beatmet werden.
R. solanacearum ist dagegen ein Krankheitserreger  (Pathogen) für viele Pflanzenarten, weitere sind R. pseudosolanacearum und R. syzygii.

## Genom
- Genom-Informationen finden sich auf Genomesonline[12] und beim United States Department of Energy (DOE's).[13]

## Systematik
Die Ralstonia zugehörigen Arten (Spezies) wurden lange Zeit der Gattung Pseudomonas zugeordnet, die zu den γ-Proteobakterien gehört. Aktuell (März 2022) zählt Ralstonia zu der Familie der Burkholderiaceae der ß-Proteobakterien
Die hier angegebene Taxonomie basiert mit Stand 1. März 2022 auf den folgenden Quellen:
- B – Bacterial Diversity (BacDive), Deutsche Sammlung von Mikroorganismen und Zellkulturen (DSMZ)[17]
- L – List of Prokaryotic names with Standing in Nomenclature (LPSN), Deutsche Sammlung von Mikroorganismen und Zellkulturen (DSMZ)[4]
- N – National Center for Biotechnology Information (NCBI, Taxonomy Browser)[16]
- W – World Register of Marine Species (WoRMS)[15]

Gattung: Ralstonia Yabuuchi et al. 1996 (L,N) – ohne Autorennennung (W)
- Spezies: „Ralstonia detusculanense“ Celani et al. 2002[18][19] (N), evtl. Synonym von Cupriavidus metallidurans (früher R. metallidurans)[5]
- Spezies: Ralstonia insidiosa Coenye et al. 2003 (L) bzw. Coenye et al. 2003 emend. Vaneechoutte et al. 2004 (N) – ohne Autorennennung (B), inkl. Ralstonia sp. AU2944, Ralstonia sp. CCUG 46389, Ralstonia sp. KO1 (N)
- Spezies: Ralstonia mannitolilytica corrig. De Baere et al. 2001 (L,N) – ohne Autorennennung (B), mit Schreibvariante Ralstonia mannitolytica De Baere et al. 2001 (L) und Synonym Pseudomonas thomasii sowie Ralstonia pickettii biovar 3/thomasii,[20] inkl. Ralstonia sp. VTT E-073033 (N)
- Spezies: Ralstonia pickettii (Ralston et al. 1973) Yabuuchi et al. 1996 (L,N)[3] – Typus (L), mit Synonym Pseudomonas pickettii Ralston et al. 1973 (L), Burkholderia pickettii (Ralston et al. 1973) Yabuuchii et al. 1993 (N), inkl. Ralstonia sp. 5_7_47FAA (N)
- Spezies: Ralstonia pseudosolanacearum Safni et al. 2014[21] (L,N)
- Spezies: Ralstonia solanacearum (Smith 1896) Yabuuchi et al. 1996 (L)[3] bzw. (Smith 1896) Yabuuchi et al. 1996 emend. Safni et al. 2014 (N), mit Synonymen „Bacillus solanacearum“  Smith 1896 (L,N), Pseudomonas solanacearum (Smith 1896) Smith 1914 (N), Burkholderia solanacearum (Smith 1896) Yabuuchi et al. 1993 (N)
- Spezies: Ralstonia syzygii (Roberts et al. 1990) Vaneechoutte et al. 2004 (L,N), mit Synonym Pseudomonas syzygii Roberts et al. 1990 (L,N), Burkholderia syzygii (N)
  - Subspezies Ralstonia syzygii subsp. celebesensis Safni et al. 2014[21] (L,N)
  - Subspezies Ralstonia syzygii subsp. indonesiensis Safni et al. 2014[21] (L,N)
  - Subspezies Ralstonia syzygii subsp. syzygii (Roberts et al. 1990) Safni et al. 2014[21] (L,N)

Dazu kommt eine Reihe möglicher weiterer Spezies mit vorläufigen Bezeichnungen (N).
Verschiebungen
- zur Gattung Cupriavidus:
  - Ralstonia basilensis Steinle et al. 1999 ⇒ C. basilensis (Steinle et al. 1999) Vandamme & Coenye 2004
  - Ralstonia campinensis Goris et al. 2001 ⇒ C. campinensis (Goris et al. 2001) Vandamme & Coenye 2004
  - Ralstonia gilardii Coenye et al. 1999 ⇒ C. gilardii (Coenye et al. 1999) Vandamme & Coenye 2004
  - Ralstonia metallidurans Goris et al. 2001 ⇒ C. metallidurans (Goris et al. 2001) Vandamme & Coenye 2004
  - Ralstonia oxalatica corrig. (ex Khambata & Bhat 1953) Sahin et al. 2000 mit Schreibvariante Ralstonia oxalaticus (ex Khambata & Bhat 1953) Sahin et al. 2000 ⇒ C. oxalaticus (Sahin et al. 2000) Vandamme & Coenye 2004
  - Ralstonia paucula Vandamme et al. 1999 ⇒ C. pauculus (Vandamme et al. 1999) Vandamme & Coenye 2004
  - Ralstonia respiraculi Coenye et al. 2003 ⇒ C. respiraculi (Coenye et al. 2003) Vandamme & Coenye 2004
  - Ralstonia taiwanensis Chen et al. 2001 ⇒ C. taiwanensis (Chen et al. 2001) Vandamme & Coenye 2004
- zur Gattung Wautersia:
  - Ralstonia eutropha (Davis 1969) Yabuuchi et al. 1996 ⇒ W. eutropha (Davis 1969) Vaneechoutte et al. 2004

## Etymologie
Der Gattungsname Ralstonia wurde vergeben zu Ehren der amerikanischen Bakteriologin Ericka Ralston, die die Typusart erstmals beschrieb (unter der Bezeichnung Pseudomonas pickettii).
Bedeutung der Art-Epitheta:
- insidiosa: Es bedeutet lateinisch insidiosa ‚trügerisch‘, ‚gefährlich‘ (fem.). Dies bezieht sich auf die Tatsache, dass diese Spezies scheinbar harmloser Umweltorganismen beim Menschen isoliert werden kann und möglicherweise auch eine Infektion verursachen kann.
- mannitolilytica: neulateinisch abgeleitet von mannitolum Mannitol  und lytica ‚lösend‘, ‚auflösend‘ von altgriechisch λύσις lysis bzw. lytikê, ‚(auf-)lösbar‘; der Namen bedeutet also etwa so viel wie ‚Mannitol spaltend‘.
- pickettii: Genitiv von neulateinisch picettius, meint also ‚des (Forschers) Pickett‘, benannt zu Ehren von M. J. Pickett.
- solanacearum: Genitiv Plural (fem.) von Solanaceae (Nachtschattengewächse), meint also „der Nachtschattengewächse“.
- pseudosolanacearum: Das Präfix kommt von altgriechisch ψευδής pseudēs, deutsch ‚unecht‘, ‚unwahr‘, ‚falsch‘; die Bezeichnung meint also ein „falsches/unechtes R. solanacearum“.
- syzygii: Genitiv von Syzygium, dem Gattungsnamen des Nelkenbaums.

Dazu kommt
- detusculanense: Vermutlich eine Zusammenziehung von lat. de Tusculanense ‚von Tusculum‘[23]

## Ralstonia mannitolilytica
R. mannitolilytica  ist eine Spezies gramnegativer Bodenbakterien. Frühere Bezeichnungen sind Pseudomonas thomasii, Ralstonia pickettii biovar 3/thomasii, und Ralstonia sp. VTT E-073033.
R. mannitolilytica ist nachgewiesenermaßen ein opportunistischer Erreger bei Krankenhausinfektionen.
Beispiele sind ein Ausbruch im Vereinigten Königreich im Jahr 1976, der auf eine verunreinigte (kontaminierte) Versorgung mit destilliertem Wasser zurückzuführen war, ein Ausbruch in Taiwan im Jahr 1989, der durch eine verunreinigte 0,9 %ige Natriumchloridlösung verursacht wurde, und ein Ausbruch bei Kindern in den Vereinigten Staaten im Jahr 2005, der mit verunreinigten Atemgasbefeuchtungsgeräten in Verbindung gebracht wurde.
Im Jahr 2023 trat ein weiterer Ausbruch von R. mannitolilytica-Infektionen im Blutkreislauf in Nordostitalien auf (20 Patienten, Angriffsrate 34 %). Der Ausbruch betraf 4 Krankenhäuser und stellte sich als Ergebnis von aus Indien importierten Urokinase-Ampullen heraus, die mit R. mannitolilytica kontaminiert waren.

## Ralstonia syzygii
R. syzygii ist eine Spezies von Proteobakterien, die als Pflanzenpathogen für die Sumatra-Krankheit verantwortlich ist, die in Indonesien Pflanzen der Gattung Syzygium (zu denen der Gewürznelkenbaum gehört) befällt. Dieser Krankheitserreger wird von Schnabelkerfen aus der Überfamilie Cercopoidea (englisch froghopper) als Vektoren übertragen.
Diese Art wird dem Artenkomplex Ralstonia solanacearum zugeordnet, zu dem auch bestimmte asiatische Stämme des Bodenbakteriums R. solanacearum, das viele Pflanzenarten infiziert, und die Erreger der Blutkrankheit der Banane (en. blood disease of banana, BDB) gehören.
Diese drei Erreger von Pflanzenkrankheiten sind trotz erheblicher biologischer Unterschiede sehr eng miteinander verwandt und werden in der Untergruppe Phylotyp IV des Artenkomplexes Ralstonia solanacearum zusammengefasst.
Im Jahr 2014 wurde die Spezies durch Irda Safni et al. in drei Subspezies (Unterarten) unterteilt.